# West Frankfort
West Frankfort är en stad (city) i Franklin County, i delstaten Illinois, USA. Enligt United States Census Bureau har staden en folkmängd på 8 192 invånare (2011) och en landarea på 12,9 km².

## Kända personer från West Frankfort
- Kenneth J. Gray, politiker